# GNU Aspell
GNU Aspell oder kurz Aspell ist eine freie Software zur Rechtschreibprüfung für Unix-artige Systeme und Windows. Aspell ist Teil des GNU-Projekts und soll einmal Ispell ersetzen. Unter GNU/Linux ist es bereits recht weit verbreitet. Wie Ispell kann auch Aspell sowohl als eigenständiges Programm wie auch als Programmbibliothek verwendet werden. Ein Vorzug von Aspell ist ein für das Englische recht gut funktionierender Algorithmus zur phonetischen Suche nach falsch geschriebenen Wörtern. Es existieren Wörterbücher für über 70 Sprachen, darunter auch zwei für die deutsche Sprache (alte und neue Rechtschreibung).
Im Rennen um die Ispell-Nachfolge hat Aspell mit Hunspell einen starken Konkurrenten, da die OpenOffice.org-Rechtschreibprüfung Hunspell unter anderem bereits Einzug in die Webbrowser Mozilla Firefox, Google Chrome und Opera sowie in das seit August 2009 verfügbare Apple-Betriebssystem Mac OS X Snow Leopard gefunden hat.